# Albstadt
Albstadt è una città tedesca di 46 422 abitanti, situata nel land del Baden-Württemberg, a 85 km. a sud della città di Stoccarda.

## Amministrazione

### Gemellaggi
Albstadt è gemellata con:
- Chambéry, dal 1979